# Борек-Ліпінський
Борек-Ліпінський (пол. Borek Lipiński) — село в Польщі, у гміні Варта Серадзького повіту Лодзинського воєводства.
У 1975-1998 роках село належало до Серадзького воєводства.